# Androsace minor
Androsace minor là một loài thực vật có hoa trong họ Anh thảo. Loài này được (Hand.-Mazz.) C.M.Hu & Y.C.Yang mô tả khoa học đầu tiên năm 1986.

## Hình ảnh

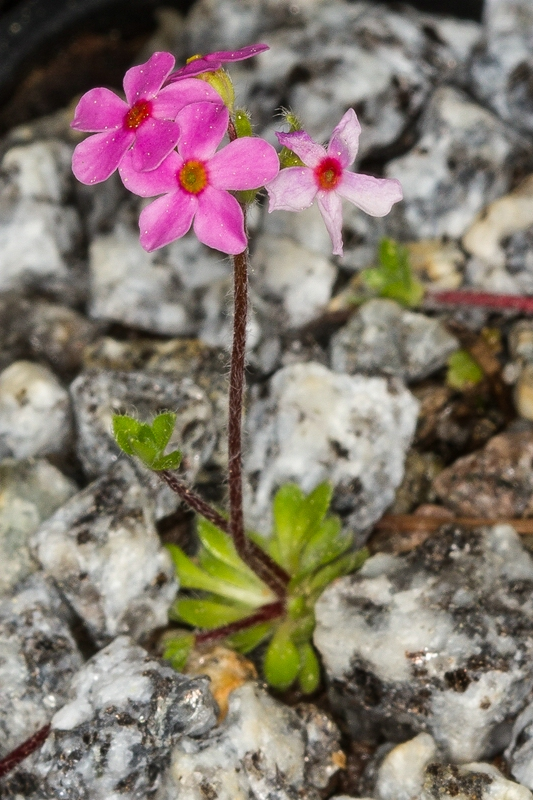